# Lover of Life, Singer of Songs
Albums de Freddie Mercury
The Solo Collection
(2000) Messenger of the Gods: The Singles
(2016)
Lover of Life, Singer of Songs, sous-titré The Very Best of Freddie Mercury Solo, est une compilation de Freddie Mercury, chanteur et leader du groupe britannique Queen, sortie en 2006. Il est sorti (sauf aux États-Unis) le 4 septembre 2006, la veille du 60e anniversaire de Freddie Mercury. Il est sorti le 21 novembre 2006 aux États-Unis, trois jours avant le 15e anniversaire de la mort de Mercury.
Le titre, se traduisant « Amoureux de la vie, chanteur de chansons », est une épitaphe de Brian May, notamment présent sur la statue de Freddie Mercury à Montreux.

## Liste des titres

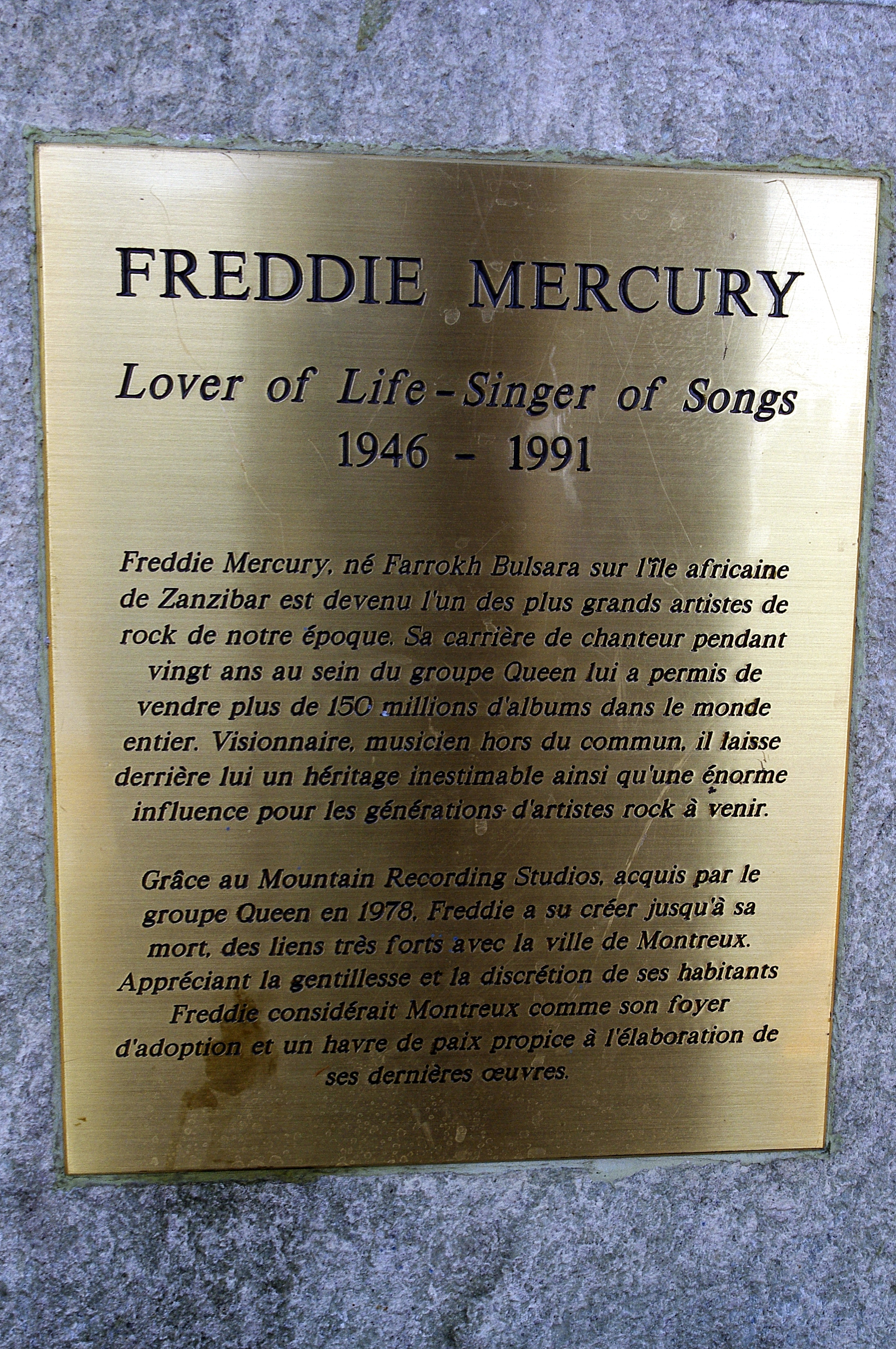
Inscription de la statue hommage de Mercury à Montreux, d'où est extrait le titre de la compilation.

L'album est sorti sous deux formats : l'un avec le premier disque, l'autre étant un double album à tirage limité.

### Disque un
1. In My Defence [2000 Remix] – 3:55
2. The Great Pretender [Original 1987 Single Version] – 3:27
3. Living on My Own [1993 Radio Mix] – 3:38
4. Made in Heaven – 4:05
5. Love Kills [Original 1984 Single Version] – 4:29
6. There Must Be More To Life Than This – 3:00
7. Guide Me Home – 2:50
8. How Can I Go On – 3:51
9. Foolin' Around [Steve Brown Remix] – 3:36
10. Time – 3:56
11. Barcelona – 5:40
12. Love Me Like There's No Tomorrow – 3:47
13. I Was Born to Love You – 3:40
14. The Golden Boy – 6:06
15. Mr. Bad Guy – 4:12
16. The Great Pretender [Malouf Remix] – 3:39
17. Love Kills [Star Rider Remix] – 3:39
18. I Can Hear Music [Larry Lurex], 1973 Single] – 3:28
19. Goin' Back [Larry Lurex, 1973 B-Side] – 3:34
20. Guide Me Home [Piano Version par Thierry Lang] – 4:18

### Disque deux
1. Love Kills [Sunshine People Radio Mix] – 3:17
2. Made in Heaven [Extended Version] – 4:51
3. Living on My Own [The Egg Remix] – 5:38
4. Love Kills [Rank 1 Remix] – 7:19
5. Mr Bad Guy [Bad Circulation Version] – 3:26
6. I Was Born to Love You [George Demure Almost Vocal Mix] – 4:02
7. My Love Is Dangerous [Extended Version] – 6:29
8. Love Making Love [Demo Version] – 3:38
9. Love Kills [Pixel82 Remix] – 6:14
10. I Was Born to Love You [Extended Version] – 7:06
11. Foolin' Around [Early Version] – 3:32
12. Living on My Own [No More Brothers Extended Mix] –
13. Love Kills [More Order Rework] –
14. Your Kind of Lover [Vocal & Piano Version] –
15. Let's Turn It On a cappella –

## Classements

### CD
| Pays        | Classement | Classement | Ventes        | Ventes  |
|             | Place      | Semaines   | Certification | Ventes  |
| ----------- | ---------- | ---------- | ------------- | ------- |
| Italie      | 1          | 3          |               |         |
| Espagne     | 6          |            |               |         |
| Royaume-Uni | 6          | 6          | Or            | 100.000 |
| Autriche    | 7          |            |               |         |
| Norvège     | 8          |            |               |         |
| Hongrie     | 9          |            |               |         |
| Portugal    | 11         | 5          |               |         |
| Allemagne   | 13         |            |               |         |
| France      | 14         | 3          |               |         |
| Mexique     | 14         |            |               |         |
| Suède       | 14         |            |               |         |
| Suisse      | 16         |            |               |         |
| Irlande     | 26         | 5          |               |         |
| Pays-Bas    | 30         |            |               |         |
| Finlande    | 55         |            |               |         |
| Danemark    | 60         | 3          |               |         |
| Japon       | 65         | 3          |               |         |
| Belgique    | 69         | 3          |               |         |

### DVD
| Pays            | Charts | Charts | Ventes        | Ventes |
|                 | Place  | Weeks  | Certification | Ventes |
| --------------- | ------ | ------ | ------------- | ------ |
| Autriche        | 1      | 2      |               |        |
| Italie          | 1      | 3      |               |        |
| Suède           | 1      | 2      |               |        |
| Royaume-Uni     | 1      | 2      | Or            | 25.000 |
| Allemagne       | 2      |        |               |        |
| Hongrie         | 2      |        |               |        |
| Portugal        | 2      |        |               |        |
| Espagne         | 2      |        |               |        |
| Arabie saoudite | 3      |        |               |        |
| Danemark        | 3      |        |               |        |
| France          | 3      |        |               |        |
| Irlande         | 4      |        |               |        |
| Pays-Bas        | 5      |        |               |        |
| Mexique         | 6      |        |               |        |
| Belgique        | 7      |        |               |        |